# Miike-gun

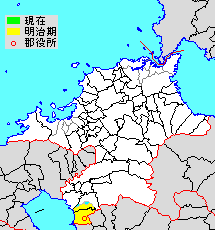
Karte des Miike-gun (gelb) in Fukuoka-ken (weiß) im 19. Jahrhundert mit Gemeindegrenzen des 21. Jahrhunderts (schwarz)

Miike (jap. 三池郡 Miike-gun) war ein Landkreis in der Präfektur Fukuoka in Japan. 
2003 hatte er hat eine Fläche von 41,01 km², eine Einwohnerdichte von 354,18 Personen pro km² und insgesamt etwa 14.525 Einwohner.
Mit der Vereinigung der Stadt Takata mit den beiden Städten Setaka und Yamakawa des Landkreises Yamato zur kreisfreien Stadt Miyama am 29. Januar 2007 wurde der Landkreis aufgelöst.
Koordinaten: 33° 6′ N, 130° 30′ O